# Libia ai Giochi della XXXIII Olimpiade
La Libia ha partecipato ai Giochi della XXXIII Olimpiade, svoltisi a Parigi dal 26 luglio all'11 agosto 2024, con una delegazione di 6 atleti, 5 uomini e una donna, in 5 discipline.

## Delegazione
| Sport             | Uomini | Donne | Totale |
| ----------------- | ------ | ----- | ------ |
| Atletica leggera  | 1      | 0     | 1      |
| Canottaggio       | 1      | 0     | 1      |
| Nuoto             | 1      | 1     | 2      |
| Sollevamento pesi | 1      | 0     | 1      |
| Tiro              | 1      | 0     | 1      |
| Totale            | 5      | 1     | 6      |